# Ostrolenka
Ostrolenka (polsky Ostrołęka) je město v Polsku, šesté největší město Mazovského vojvodství. Leží na řece Narew, asi 100 km severovýchodně od Varšavy. K roku 2014 v něm žilo 52 792 obyvatel.

## Dějiny
Někdy koncem 11. století vznikla na písečné výspě malá tvrz a kolem ní vesnice, dnešní Ostrolenka. Nejstarší dokument, který mluví o Ostrolence jako o městě, pochází z roku 1373. Autorem listiny je mazovský vévoda Siemowit III. V roce 1526 se město stalo královským, přesněji připadlo královně Boně. Od té doby začal rychlý hospodářský rozvoj města a o těchto letech se dnes hovoří jako o „zlatém věku Ostrolenky“.
Rozvoj však přerušily náboženské boje třicetileté války, především invaze Švédů a související epidemie. Na konci třicetileté války bylo město téměř úplné zničené. Na počátku osmnáctého století, za severní války, město znovu stálo na pokraji úplného zániku. K oživení došlo na konci osmnáctého století, když začali přicházet osadníci do přilehlého Zeleného lesa (Puszcza Ziełona) a městu byly potvrzeny některé řemeslnické výsady. Významným mezníkem byla stavba kláštera bernardinů (františkánů), který je dnes jednou z nejkrásnějších památek regionu.
Po dělení Polska se město ocitlo pod pruskou správou. Na začátku roku 1807 zvítězil Napoleon u Ostrolenky nad ruskými vojsky, proto je název města vytesán i na Vítězném oblouku v Paříži. Ostrolenka byla rovněž svědkem jedné z největších a nejkrvavějších bitev Listopadového povstání. 26. května 1831 se zde střetla vojska polských vzbouřenců pod velením Jana Skrzyneckiho a carská vojska pod vedením polního maršála Ivana Ivanoviče Dibiče. Zvláštní odvahu prokázali vojáci 4. pluku pěchoty vedení podplukovníkem Józefem Bémem, po němž se dnes jmenuje hlavní náměstí Ostrolenky.
Rozvoj nastal mezi dvěma světovými válkami, kdy byla přestavěna radnice, postaveny lázně, kino, čtyři nové základní školy a škola pro řemeslníky. 8. září 1939 město obsadili Němci. Během okupace zabili asi 1000 obyvatel města, mezi nimi hodně učitelů, kteří tvořili páteř zdejších odbojových skupin. Ostrolenka byla osvobozena 6. září 1944. V 50. letech byla postavena elektrárna a závody na výrobu buničiny a papíru, v 70. letech pak vápenka, masokombinát, mlékárna, nemocnice, autobusové nádraží, kulturní centrum a městský stadion.
Dnes má město sedm základních škol, pět středních škol, vysokou školu veřejné správy a pobočky některých univerzit. Mezi největší podniky patří společnost Stora Enso, přední polský výrobce celulózy, obalového papíru a lepenky. Firma Xella Polska vyrábí stavební materiál. Od roku 2007 podporuje ekonomický rozvoj v Ostrolence a okolí zvláštní ekonomická zóna o rozloze 86 hektarů 